# Andrea Benvenuti
Andrea Benvenuti (Italia, 13 de diciembre de 1969) es un atleta italiano retirado especializado en la prueba de 800 m, en la que ha conseguido ser campeón europeo en 1994. Es padre de los futbolistas Tommaso Benvenuti y Giacomo Benvenuti.

## Carrera deportiva
En el Campeonato Europeo de Atletismo de 1994 ganó la medalla de oro en los 800 metros, con un tiempo de 1:46.12 segundos, llegando a meta por delante del noruego Vebjørn Rodal y del español Tomás de Teresa (bronce con 1:46.56 segundos).